# 蕭胡覩
蕭胡覩（？—1063年），字乙辛。辽国官员。契丹人。萧孝友的儿子。    
辽兴宗重熙年间，为祇候郎君，为兴圣宫使。娶秦国长公主耶律巖母菫，授驸马都尉。因为婚后不和谐离婚。再娶齐国公主。为北面林牙。遼夏戰爭期间被西夏俘虏。辽道宗清宁五年（1059年），担任北、南院枢密副使，代族兄蕭朮哲为西北路招讨使。他根据萧革的意思，揭发蕭朮哲贪污的事情，使其获罪。北枢密使萧革推荐他为同知北院枢密事。清宁九年（1063年），随同耶律重元、耶律涅鲁古叛乱，自任枢密使。事情失败，单骑逃走，到十七泺，投水自杀而死。

## 延伸阅读
[在维基数据编辑]
 《遼史/卷114》，出自脱脱《遼史》